# Anomalanthus curviflorus
Anomalanthus curviflorus là một loài thực vật có hoa trong họ Thạch nam. Loài này được N.E.Br. mô tả khoa học đầu tiên năm 1906.